# Maangrar
Maangrar ist ein Motu im Osten des Arno-Atolls der pazifischen Inselrepublik Marshallinseln.

## Geographie
Maangrar liegt am Ostzipfel der Arno Main Lagoon in einer Reihe von etwa 14 kleinen Motus, die sich vom Ostende bei Kilange als nördlicher Riffsaum nach Westen ziehen. Einen Abschluss dieser Inselkette bildet das Motu Boken. Der nördliche Riffsaum ist an dieser Stelle nur etwa 800 Meter vom südlichen entfernt, auf dem die Motu um Matolen (Lomarin Malel) liegen.